# Nivelles
Nivelles [nivɛl] (niederländisch Nijvel, wallonisch Nivele) ist eine Stadt der Provinz Wallonisch-Brabant in der Region Wallonien in Belgien und Sitz des Arrondissements Nivelles. Sie hat 29.070 Einwohner (Stand: 1. Januar 2024) und eine Fläche von 60,56 km².

## Geschichte

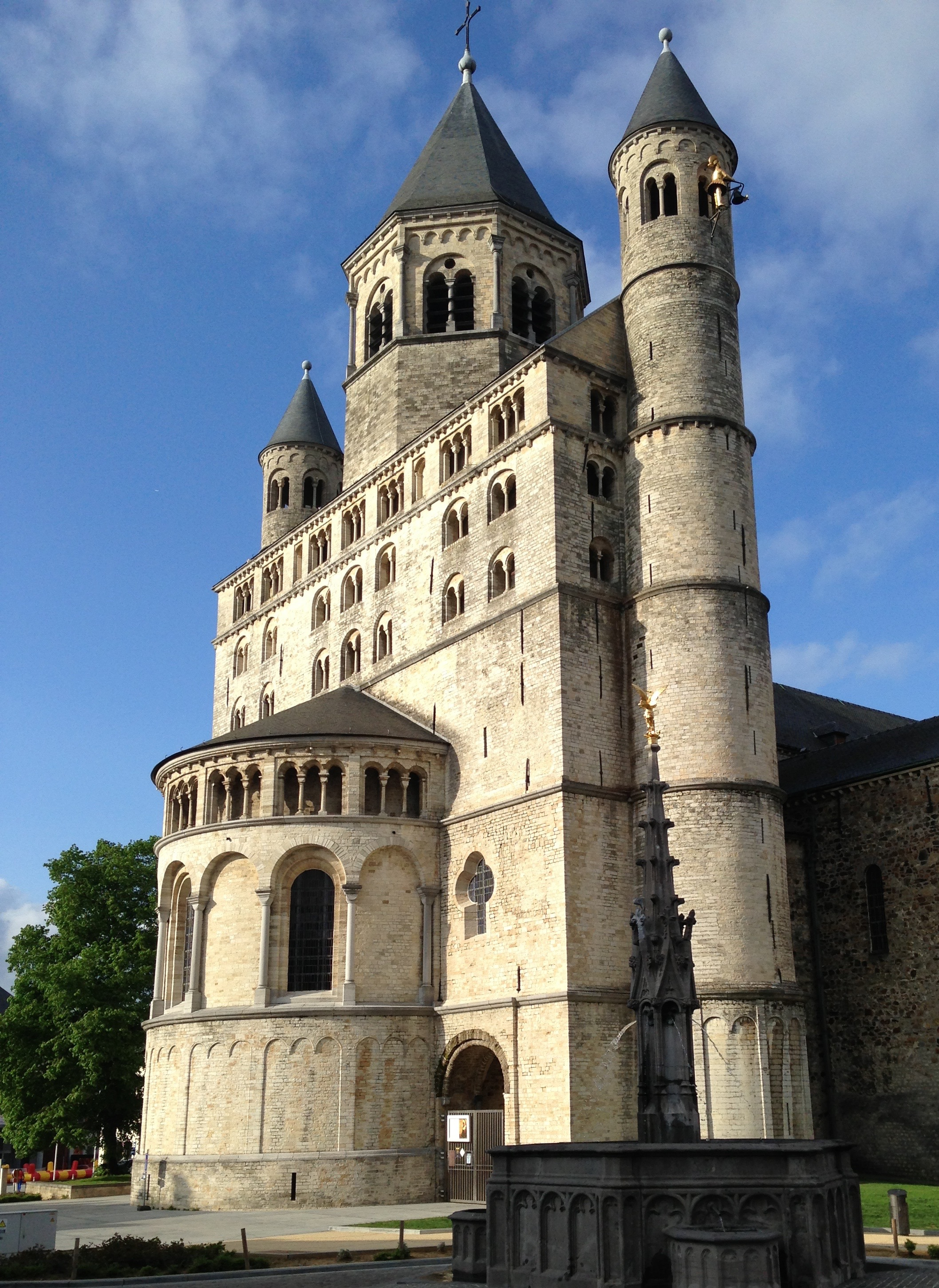
Westwerk der Stiftskirche

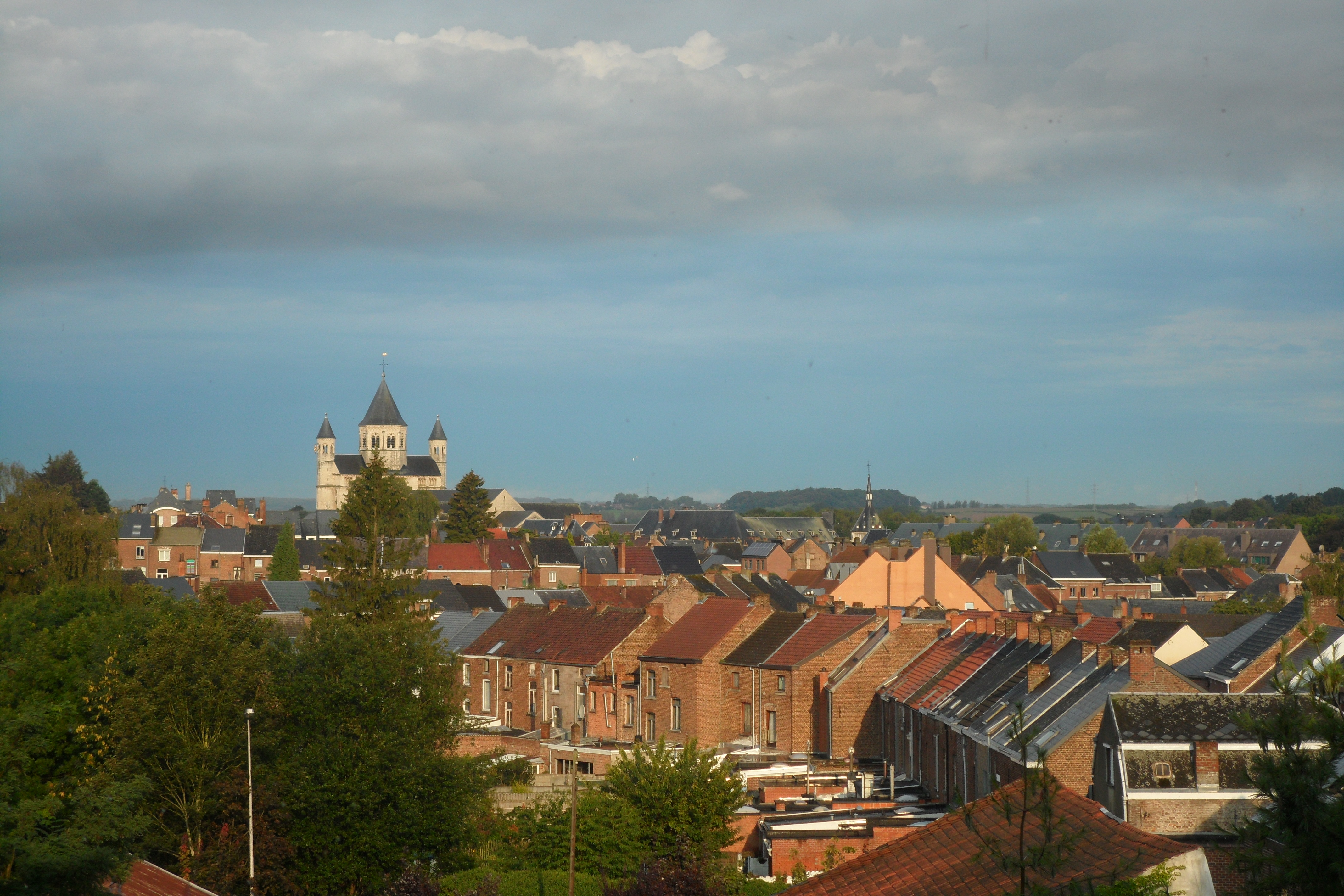
Innenstadt von Nivelles mit der Stiftskirche Collégiale Sainte-Gertrude

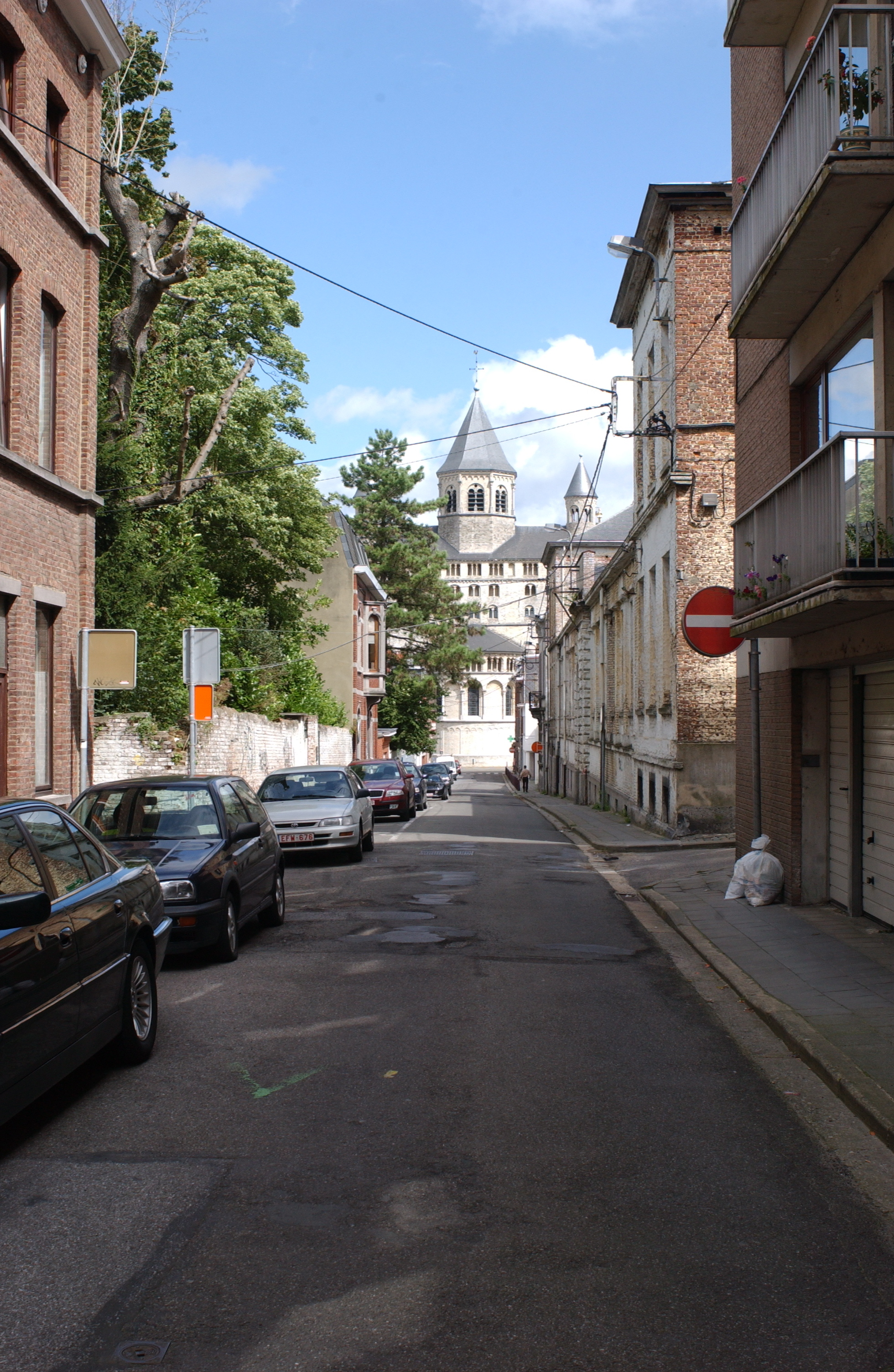
Rue Seutin

Im Jahr 640 soll von Iduberga oder Itta, der Ehefrau Pippins des Älteren und Mutter der zweiten Äbtissin Gertrud im Gebiet der heutigen Stadt das Kloster Nivelles gegründet worden sein; eine Gründungsurkunde existiert nicht. Die „Vita Sanctae Geretrudis“, 670/680 von einem Mönch geschrieben, berichtete, dass Gertrud nach dem Tod Ittas 652 die zweite Äbtissin des jungen Frauenklosters wurde. In frühen Quellen wird weder die Gründung noch der Stabwechsel von 652 noch Gertrudes Tod 659 erwähnt. Nach 659 könnte Nivelles zum Wallfahrtsort geworden sein, worüber aber auch keine frühen Urkunden berichten. Die urkundlich gesicherte Geschichte beginnt erst mit dem Jahr 864, als König Karl der Kahle dem nordfranzösischen Kloster Saint-Amand Besitz in „Nivella“ schenkte. 870 erschien die „abbatia Niella“ im Teilungsvertrag von Meerssen. 877 schenkte Karl der Kahle dem Kloster einige Dörfer der Umgebung. 897 bekam die Abtei sogar königlichen Besuch: Zwentibold war dort und urkundete für das Kloster, dem er weiteren Besitz vermachte. König Ludwig das Kind bestätigte 906 diesen Besitz. Auch die ottonischen Herrscher beschenkten die Abtei, so Otto I. in den Jahren 966/967 und Otto II. im Jahr 978. Ein Denar oder Heller (denier) mit der Inschrift NIVIELLA VICU... beweist, dass hier eine westfränkische Münzstätte war.
Im 12. Jahrhundert wurde um Nivelles eine Stadtmauer gebaut, am Anfang des 16. Jahrhunderts betrug die Einwohnerzahl ca. 20.000. Im Jahre 1789 wurde das Kloster aufgelöst, was einen wirtschaftlichen Niedergang verursachte.
Im Jahre 1940 wurde die Altstadt durch deutsche Bomben, die dem nahegelegenen Militärflughafen galten, weitgehend zerstört.
Auf der mittlerweile stillgelegten Rennstrecke von Nivelles-Baulers fand mit den Formel-1-Rennen von 1972 und 1974 zweimal der Große Preis von Belgien in Nivelles statt.
In den 1980ern erlangte die Stadt aufgrund einer Raubmordserie durch die Killerbande von Brabant zweifelhafte Berühmtheit.

## Verkehr

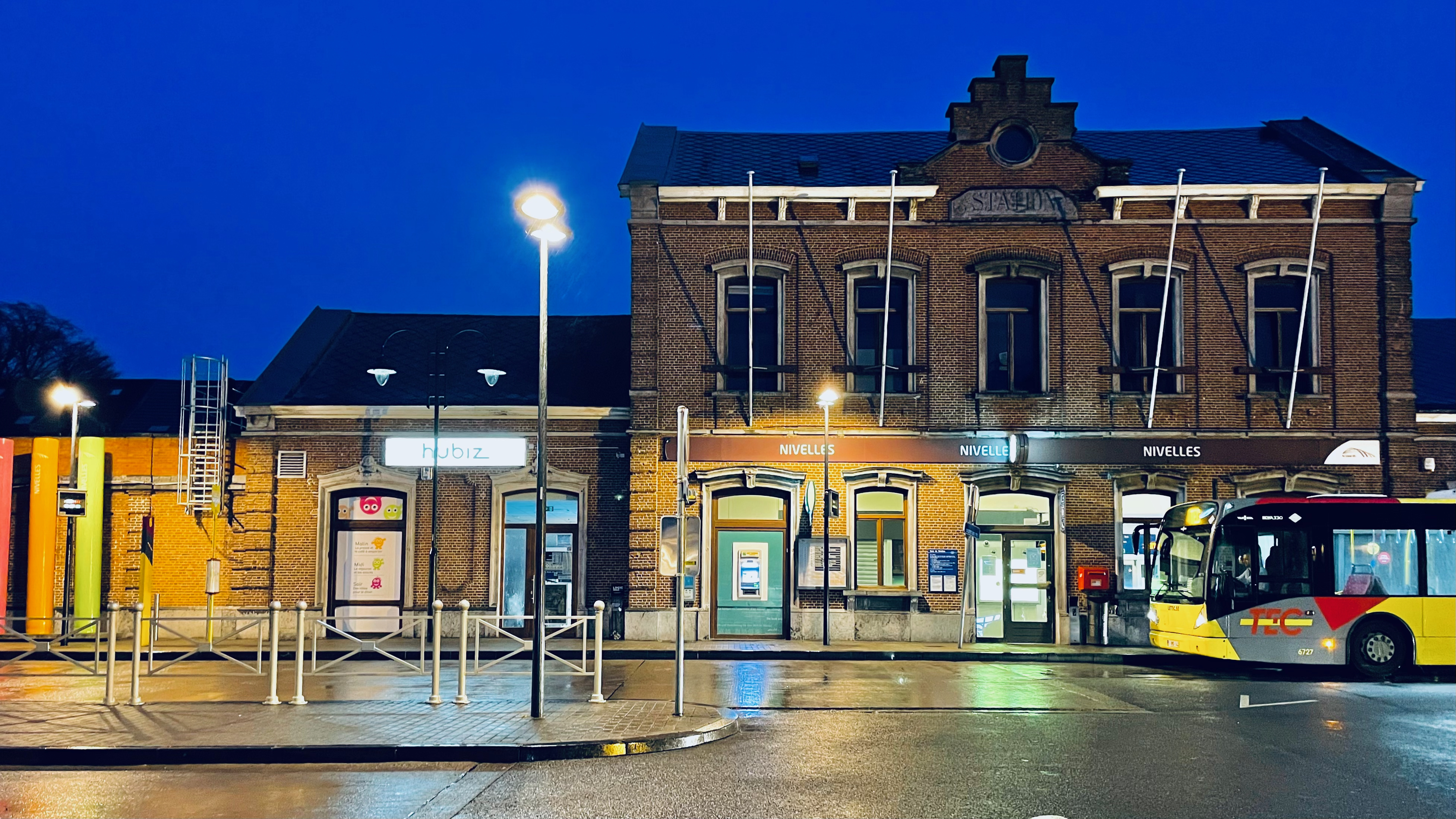
Empfangsgebäude des Bahnhofs

Seit Dezember 2015 ist Nivelles der südliche Endpunkt der Linie S 1 (Nivelles – Brüssel – Mechelen) der S-Bahn Brüssel.

## Sehenswürdigkeiten
- Zu den Sehenswürdigkeiten der Stadt zählen unter anderem die romanische Stiftskirche Collégiale Sainte-Gertrude aus dem Jahr 1046 und der Brunnen Fontaine du Perron aus dem Jahr 1523.

- Das Gemeindemuseum für Archäologie, Kunst und Geschichte war der Zufluchtsort im Priorat „Trinitaires d’Orival“. Das Gebäude des Museums stammt aus dem 18. Jahrhundert. Gezeigt wird prähistorische und galloromanische Archäologie aus Nivilles und Umgebung.

- Ehemaliges Kloster Couvent des Récollets de Nivelles

- Der Dodaine-Park ist der Stadtpark und dient als Naherholungsgebiet.

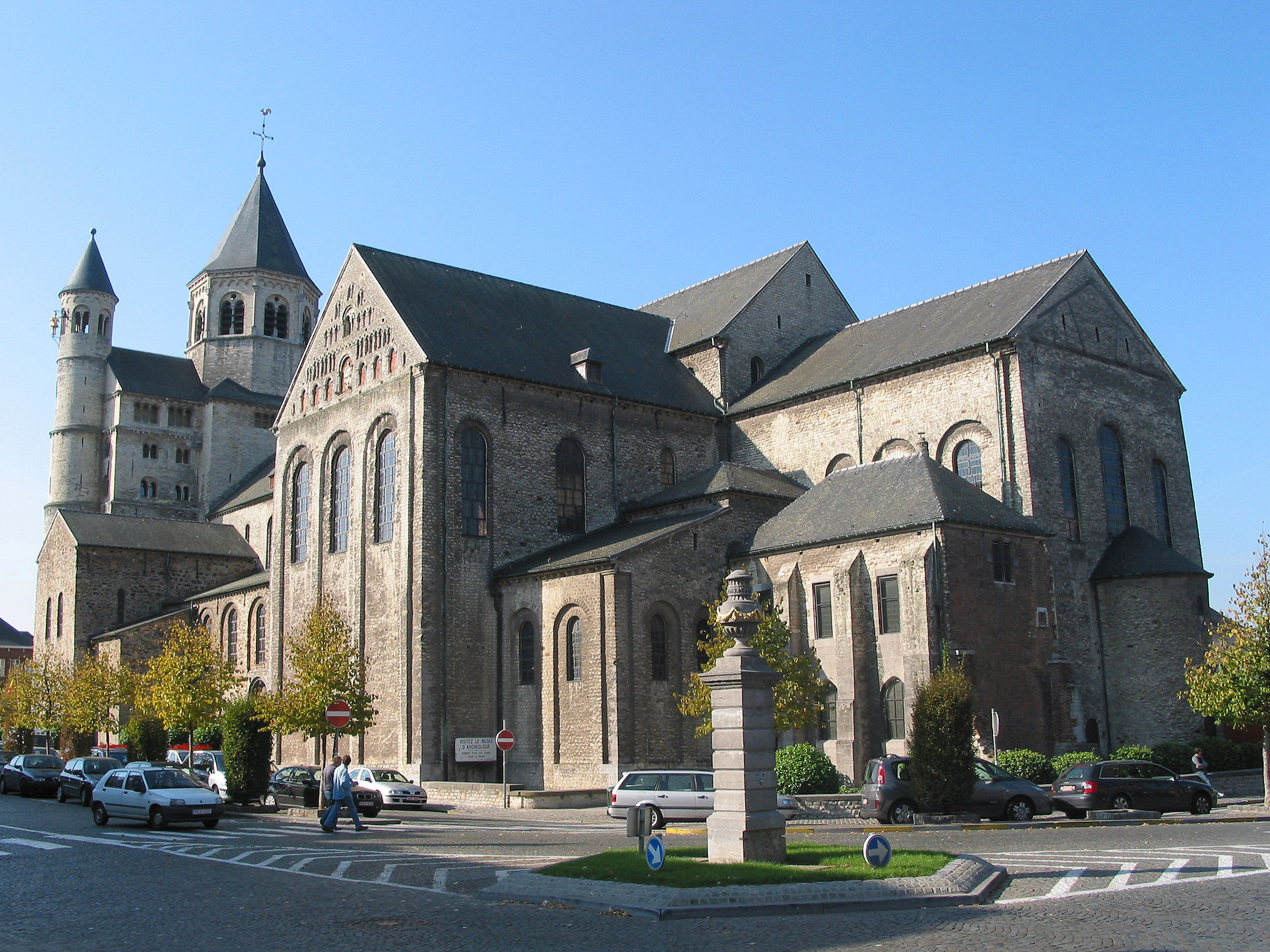
Collégiale Sainte-Gertrude von Südosten
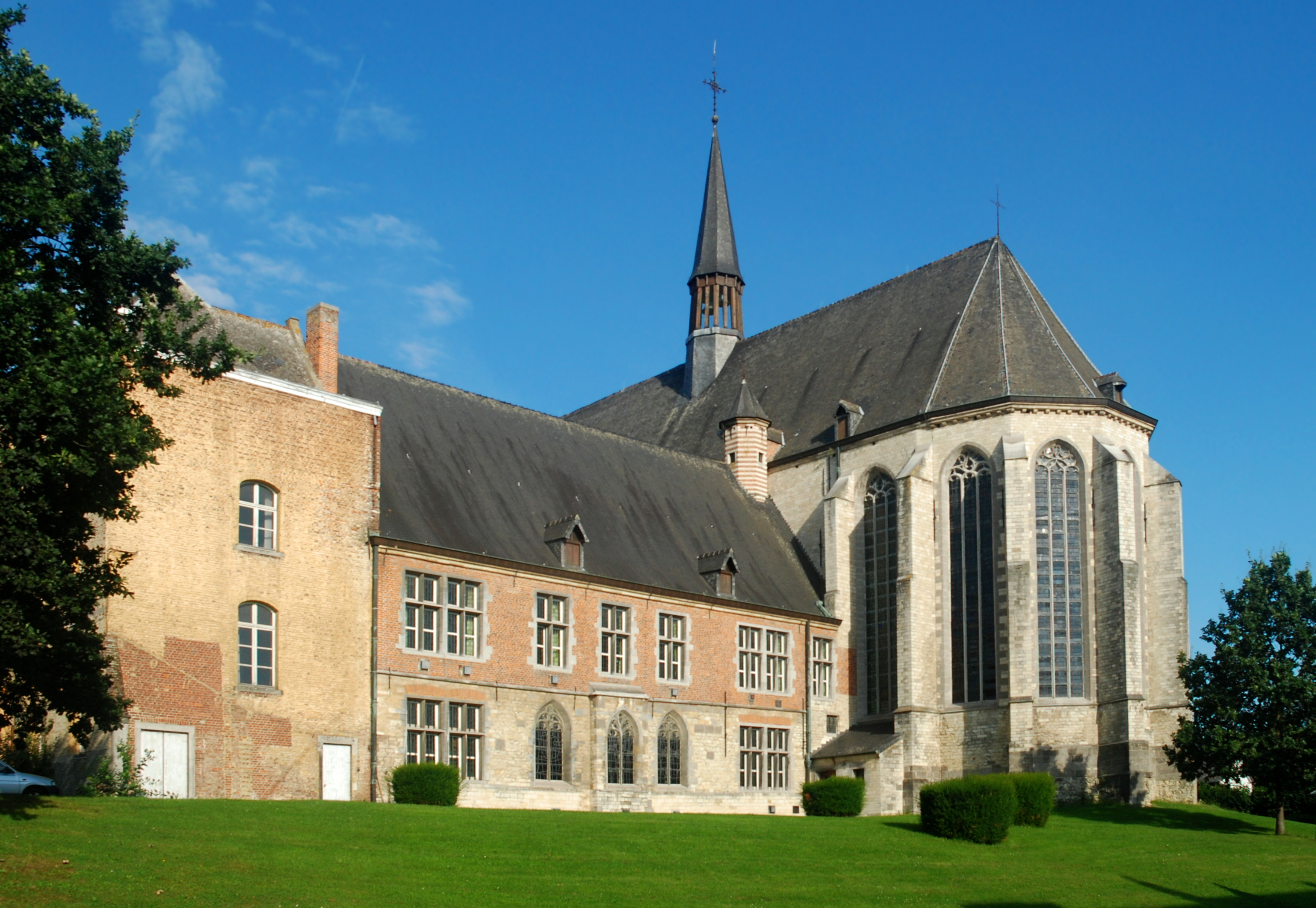
Couvent des Récollets de Nivelles
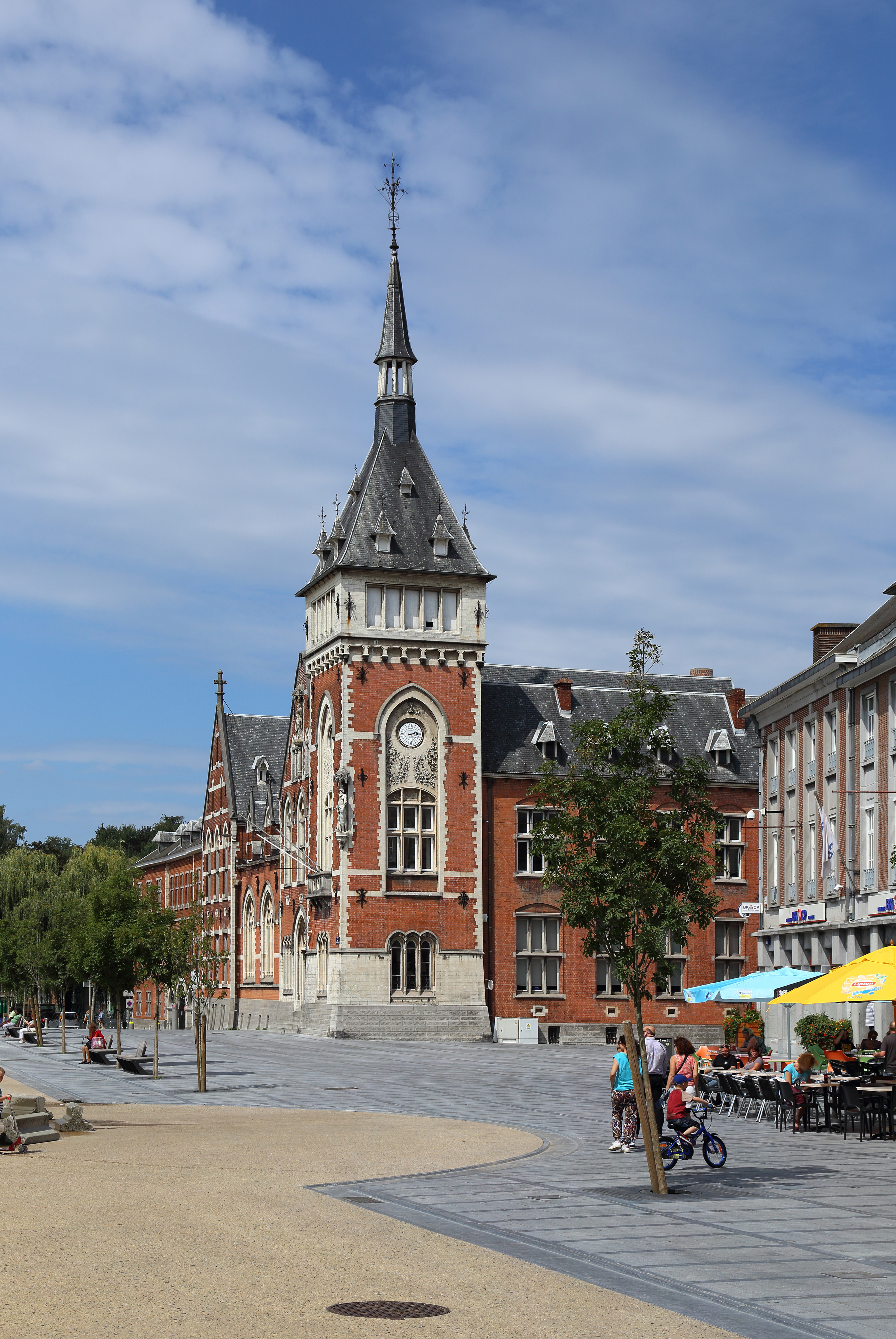
Place Lambert Schiffelers mit dem Palais de Justice

## Veranstaltungen
- Glockenspielfestival
- Karneval
- Ostermarkt

## Städtepartnerschaften
Partnerstädte von Nivelles sind die beiden französischen Städte Saintes in der Region Nouvelle-Aquitaine und Saint-Just-en-Chaussée in Hauts-de-France.

## Söhne und Töchter der Stadt
- Maria von Oignies (um 1177–1213), Mystikerin und eine der ersten Beginen
- Ida von Nivelles (um 1190–1231), Zisterzienserin, Mystikerin
- Johannes Tinctoris (um 1435–1511), Komponist, Musiktheoretiker, Sänger und Kleriker
- Joseph Emmanuel Ghislain Roulez, Klassischer Philologe, Archäologe und Epigraphiker
- Auguste Levêque (1865–1921), Maler, Dichter und Kunsttheoretiker
- John Ouwerx (1903–1983), Jazzpianist
- Didier Theys (* 1956), Automobilrennfahrer
- Michel De Wolf (* 1958), Fußballspieler
- Simon Gougnard (* 1991), Hockeyspieler

## Nachweise
1. ↑  Jürgen Breuer, Dieter Breuer: Die Dynastien im Nibelungenlied. In: Mit warheit oder nach sage. Nibelungenlied und Kreuzzüge. Brill, 2014, ISBN 978-3-8467-5691-1, S. 37, doi:10.30965/9783846756911_003.
2. ↑  Regnum Francorum online, D_Charles_II, 273
3. ↑  RFO Capit_2, 251 + Regesta Imperii I, 1480
4. ↑  RFO D_Charles_II, 433FO D_Zw 016
5. ↑  RFO D_Zw 016
6. ↑  RFO D_LK 050
7. ↑  RFO D_O_I 318/354 + D_O_II 179
8. ↑  A. Engel, Traité de numismatique ..., no. 142 in Regnum Francorum online
9. ↑  Nivelles. In: forgottenairfields.com. Abgerufen am 2. Oktober 2016.
10. ↑  Website von Saintes
11. ↑  Website von Saint-Just (Memento des Originals vom 7. Februar 2015 im Internet Archive)  Info: Der Archivlink wurde automatisch eingesetzt und noch nicht geprüft. Bitte prüfe Original- und Archivlink gemäß Anleitung und entferne dann diesen Hinweis.